# Locustana pardalina
La langosta marrón (Locustana pardalina) es una especie de langosta de tamaño pequeño a mediano del género monotípico Locustana. Se distribuye en el sur de África y muestra un comportamiento gregario clásico con polimorfismo de fase en el hacinamiento.

## Biología
Con su etapa de huevo resistente a la sequía, ciclo de vida corto con 2 a 4 generaciones por año, alta fecundidad y comportamiento altamente gregario, la langosta marrón produce regularmente brotes intensos. Los huevos generalmente se ponen en suelo seco y durante los meses de verano eclosionan aproximadamente diez días después de que hayan caído entre 15 y 25 milímetros de lluvia. En condiciones de sequía, los huevos entran en varios estados de diapausa y reposo, y pueden permanecer viables hasta por tres años. Los brotes incipientes generalmente surgen después del final de las sequías y se caracterizan por el aumento dramático en la densidad de la población adulta en fase solitaria en amplias áreas del Karoo. Los saltamontes de incubación se hacinan y se convierten en miles de pequeñas, discretas y altamente gregarias bandas de saltamontes. Por ejemplo, más de 250 000 bandas de ninfas y 40 000 enjambres de adultos novatos fueron controlados en el aumento masivo de 1985-1986. Las poblaciones de enjambres pueden perpetuarse durante varios años, lo que requiere un intenso esfuerzo de control, antes de desaparecer gradualmente durante otro ciclo de sequía.

## Control
Los enjambres de langostas son frecuentes en el Karoo y son controlados por agricultores con operaciones de pulverización de insecticidas: generalmente deltametrina con atomizadores motorizados para aplicaciones de volumen ultra bajo (subsidiado por el gobierno).
Debido a la sensibilidad ambiental del bioma Karoo y las preocupaciones sobre la toxicidad para el pastoreo de ovejas, el programa LUBILOSA probó un pesticida biológico basado en el hongo entomopatógeno Metarhizium acridum en colaboración con el Plant Protection Research Institute, utilizando una nueva técnica de aplicación para compensar la lenta velocidad de la muerte.